# Sarrià de Ter
Sarrià de Ter ist eine katalanische Gemeinde in der Provinz Girona im Nordosten Spaniens. Sie liegt in der Comarca Gironès.

## Persönlichkeiten
- Josep Ensesa i Pujadas (1865–1940), Industrieller im Bereich der Lebensmittelindustrie
- Josep Ensesa i Gubert (1892–1981), Industrieller und Entwickler der Wohn- und Ferienanlage s’Agaró an der Costa Brava
- Jordi Ribera (* 1963), Handballtrainer
- Encarna Granados (* 1972), Leichtathletin
- Joan Saubich (* 1989), Handballspieler
- Natan Antonio Suárez Diaz (* 1998), Handballspieler